# فرانک میر
فرانک میر (انگلیسی: Frank Mir؛ زادهٔ ۲۴ مهٔ ۱۹۷۹) ورزشکار هنرهای رزمی ترکیبی و کاراته‌کا اهل ایالات متحده آمریکا است.
میر یک رزمی‌کار سابق آمریکایی است که در دسته سنگین وزن رقابت می‌کند. او به مدت شانزده سال در مسابقات قهرمانی مبارزه نهایی (سازمان یواف‌سی) و مسابقات ام‌ام‌ای بلاتور شرکت کرد. او که قهرمان سابق سنگین وزن یواف‌سی است، رکورد بیشترین پیروزی با سابمیشن را در تاریخ سنگین وزن یواف‌سی در اختیار دارد. میر پیش از این طولانی‌ترین دوره حضور بدون وقفه در تاریخ یواف‌سی را داشت و از سال ۲۰۰۱ تا ۲۰۱۶ برای این شرکت مبارزه می‌کرد. او اولین مردی بود که آنتونیو رودریگو نوگیرا را ناک اوت کرد و اولین کسی بود که او را سابمیشن کرد.